# SN 185
SN 185 — астрономическое событие, наблюдавшееся в 185 году нашей эры. Вероятно, вспышка сверхновой звезды.
Газовая туманность RCW 86, вероятно, является остатком этой сверхновой звезды. Она имеет относительно большой угловой размер — примерно 45 угловых минут (больше, чем видимый размер полной Луны, который изменяется от 29 до 34 угловых минут). Расстояние до RCW 86 оценивается в 2800 парсек (9100 световых лет). Недавние рентгеновские исследования показали хорошее соответствие возраста туманности ожидаемому.